# روبرت مارشال روت
روبرت مارشال روت (بالإنجليزية: Robert Marshall Root)‏ هو فنان أمريكي، ولد في 20 مارس 1863 في شيلبيفيل في الولايات المتحدة، وتوفي في 1937.